# Watertown (Wisconsin)
Watertown és una població dels Estats Units a l'estat de Wisconsin. Segons el cens del 2000 tenia 21.598 habitants.

## Demografia
Segons el cens del 2000, Watertown tenia 21.598 habitants, 8.022 habitatges, i 5.567 famílies. La densitat de població era de 762,3 habitants per km².
Dels 8.022 habitatges en un 34,9% hi vivien nens de menys de 18 anys, en un 56,2% hi vivien parelles casades, en un 9,5% dones solteres, i en un 30,6% no eren unitats familiars. En el 25,5% dels habitatges hi vivien persones soles el 12,1% de les quals corresponia a persones de 65 anys o més que vivien soles. El nombre mitjà de persones vivint en cada habitatge era de 2,55 i el nombre mitjà de persones que vivien en cada família era de 3,07.
Per edats la població es repartia de la següent manera: un 26% tenia menys de 18 anys, un 10,3% entre 18 i 24, un 29,6% entre 25 i 44, un 19,4% de 45 a 60 i un 14,7% 65 anys o més.
L'edat mediana era de 35 anys. Per cada 100 dones de 18 o més anys hi havia 90 homes.
La renda mediana per habitatge era de 42.562 $ i la renda mediana per família de 50.686 $. Els homes tenien una renda mediana de 34.825 $ mentre que les dones 23.811 $. La renda per capita de la població era de 18.977 $. Aproximadament el 4,6% de les famílies i el 6,7% de la població estaven per davall del llindar de pobresa.

## Poblacions més properes
El següent diagrama mostra les poblacions més properes.